# Борислава Перић
Борислава Перић Ранковић (Бечеј, 16. јун 1972) српска је стонотенисерка и параолимпијка. Игра десном руком, а на Параолимпијским играма 2008. у Пекингу и Параолимпијским играма 2012. у Лондону је освојила сребрну медаљу.На параолимпијским играма у Рију 2016-те, Борислава осваја златну медаљу и сребрну са Надом Матић у екипном такмичењу. На Параолимпијским играма 2024. одржаним у Паризу, у пару са Надом Матић освојила је сребрну медаљу, пошто су у финалу поражене од Кинескиња Гу Шаодан и Пан Јиамин резултатом 3:1 у сетовима.
Похађала је основну и средњу (трговачку) школу у свом родном месту. Након завршене средње школе почиње да ради, прво у својој струци. Године 1992. уписује Вишу школу за информатику, ванредно и после прве године запошљава се у столарској, приватној фирми. 1994. године  приликом повреде на раду постаје особа са инвалидитетом и остаје у колицима. Године 2001. почиње да се бавим спортом, рекреативно, за удружење и  да тренира кошарку у колицима. Крајем 2002. године на наговор пријатеља Златко Кеслер узима рекет у руке само да би пробала како јој иде, а уједно и да се такмичи за удружење на републичком такмичењу. 2003. године почиње да тренирам стони тенис у СТК „Спин“, заједно са Надом и Зораном Матић. Године 2015. је проглашена за најбољу стонотенисерку са инвалидитетом на свету.
У области спорта председник Србије Александар Вучић одликовао је Сретењским орденом најбољу српску спортисткињу са инвалидитетом, стонотенисерку Бориславу Перић Ранковић.

## Награде

### Друге награде
- 2012: Награда Браћа Карић
- 2016: Награда Браћа Карић
- 2022: Награда Браћа Карић